# Прапор Турецької Республіки Північного Кіпру

1984-…

1983–1984

Стяг Президента ТРПК

Прапор Турецької Республіки Північного Кіпру, частини Кіпру захопленої в 1974 році Туреччиною, був створений на базі турецького. Червоний і білий колір поміняно місцями і додано дві горизонтальні смуги червоного кольору. Його пропорції дорівнюють 2:3. Його історичний попередник виглядав так само, але кольори було поміняно місцями.
Затверджений цей прапор був 9 березня 1984 року. Через конфлікт, щодо статусу ТРПК, її символи не мають юридичного визнання за межами Туреччини і Північного Кіпру. Решта світу визнає прапор Республіки Кіпр законним для всього острова.